# 1976年の国際連合事務総長の選出
1976年の国際連合事務総長の選出は、クルト・ヴァルトハイムの1期目の任期の終わりである1976年に行われた。
中国が事務総長は第三世界出身者であるべきだと主張して、ヴァルトハイムに対し象徴的な拒否権を行使した後、投票によりルイス・エチェベリアを破ってヴァルトハイムが当選した。安全保障理事会は、1977年1月1日から5年間の任期で、クルト・ヴァルトハイムを事務総長に再選した。

## 背景
事務総長の選出を規定する正式な規則はほぼ存在しない。唯一の指針となる文言である国際連合憲章第97条には、「事務総長は、安全保障理事会の勧告に基いて総会が任命する。」とだけ記されている。これは最低限の規定であり、プロセスの詳細は手続き規則や慣習によって補完されてきた。事務総長候補の勧告は安全保障理事会しか行えないため、常任理事国5か国は事務総長の選出に際して拒否権を行使できる。
クルト・ヴァルトハイムの1期目の任期終了が近づくと、中国は第三世界のいくつかの国に対抗となる候補者の推薦を求めた。中国は、加盟国の大半を第三世界の国が占める国連をヨーロッパ人が率いることに不満を持っていた。6人の候補者が興味を示したが、いずれもヴァルトハイムを破ることはできなかった。

## 候補者
1976年10月11日、クルト・ヴァルトハイムは再選を目指して出馬を表明した。1971年の選出では常任理事国3か国から反対されたヴァルトハイムだったが、1976年の時点ではアメリカとソ連の支持を得ていた。あるアジアの外交官は、「大国は皆、言われたことを忠実に実行し、自分が『イエス・キリスト』だとは思っていない無色透明な管理者を求めている」と説明した。
安全保障理事会は、ヴァルトハイムが無投票で当選すると予想して、早期投票の準備を進めた。しかし、中国をはじめとする第三世界の国々からの要請で、他の候補者が名乗りを上げる機会を得るために、投票を12月に延期した。ただし、中国の喬冠華外相は、ヴァルトハイムの再選を妨げないと表明した。ヴァルトハイムは、アフリカ統一機構からも支持を受けていた。
10月18日、任期終了を前にしたメキシコ大統領ルイス・エチェベリアが事務総長への立候補を表明した。エチェベリアは、就任1年目から米国を批判し、第三世界のリーダーの一人として振る舞い、62か国との外交関係を樹立してメキシコの外交プレゼンスを高めた。エチェベリアは、任期終了まで公の場で高い評価を受け続け、後任に指名したホセ・ロペス・ポルティーヨに後を譲った。後に国連事務総長になるために、大統領在任中に第三世界の支援を求めていたのではないかと批評家から皮肉られた。
11月15日、総会議長のハミルトン・シャーリー・アメラシンゲは、安全保障理事会が全会一致で投票するならば、事務総長を務める意思があると発表した。これは、ヴァルトハイムとエチェベリアの間で安保理が膠着状態に陥った場合の妥協案として候補に挙げられたものである。

## 投票
12月7日、安全保障理事会が開催され、事務総長の推薦に関する投票が行われた。第1回投票では、ヴァルトハイムがエチェベリアを圧倒したが、中国はエチェベリアに投票し、第三世界の候補者を支持するとしてヴァルトハイムに対して象徴的な拒否権を行使した。ソ連はエチェベリアに反対票を投じ、他の常任理事国3か国は棄権した。
安保理は直ちに第2回投票を行った。中国は拒否権を行使せずにヴァルトハイムに投票し、14-0-1でヴァルトハイムの勝利となった。エチェベリアの賛成票は3票にとどまった。その結果、1977年1月1日から5年間の任期でクルト・ヴァルトハイムが事務総長に就任した（決議400）。